# سكيرينيات
السكيرينيات (الاسم العلمي: Saccharomycotina) هو شعيبة من الفطريات يتبع شعبة الزقيات من فرع الديكاريا.

## التصنيف
- شعيبة السكيرينيات
- طائفة السكيرانية